# Zeitschrift Führung und Organisation
Die Zeitschrift Führung und Organisation (zfo) ist das primäre Presseorgan der Gesellschaft für Organisation (gfo). Das seit 1927 erscheinende Magazin dient der Vermittlung von organisatorischem Wissen. Sie ist eine der angesehensten deutschsprachigen Fachzeitschriften für Unternehmensführung und -organisation.
2003 wurde die Zeitschrift durch den Schäffer-Poeschel Verlag neu konzipiert und modern aufgemacht. Die Herausgeberschaft wird seither durch die zfo-Herausgebergesellschaft GbR wahrgenommen, einer Kooperation zwischen der gfo, der Schweizerischen Gesellschaft für Organisation und Management (SGO) und der Österreichischen Vereinigung Organisation und Management (ÖVO). Zuvor lag die Herausgeberschaft bei allein bei der gfo.